# Castillo de la Emperatriz Eugenia de Montijo

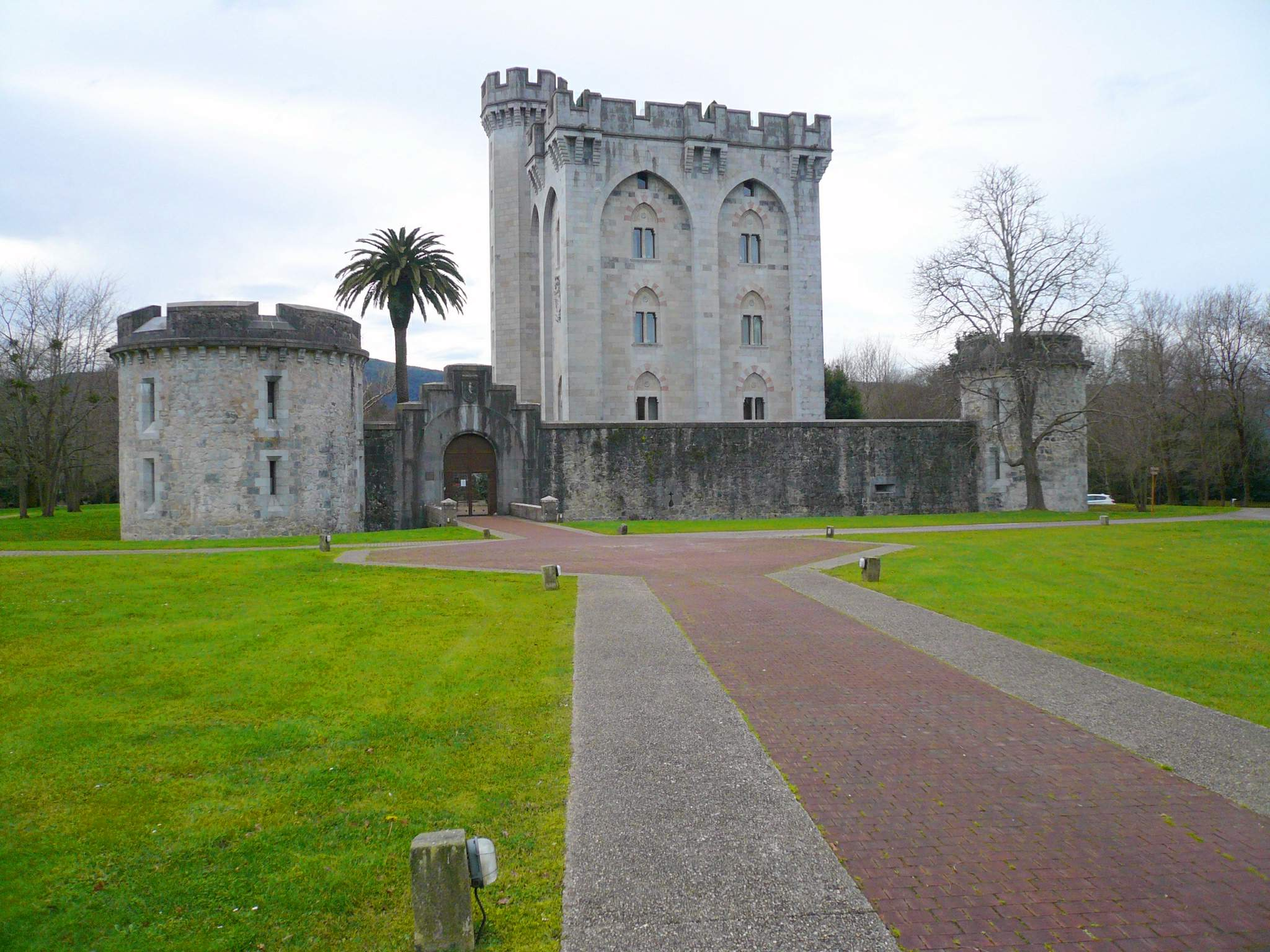
El castillo de la Emperatriz Eugenia de Montijo.

El castillo de Arteaga es un palacio neomedieval, un torreón neogótico a modo de torre del homenaje inspirado en la arquitectura gótica francesa cuando el Romanticismo la puso nuevamente de moda.
El neogoticismo recuperó del pasado los arcos ojivales, las gárgolas con figuras de animales, los vanos geminados y los elementos característicos de la arquitectura de castillos medievales: las almenas, los merlones, los matacones, etc.
Este palacio-castillo se ubica en una zona privilegiada del estuario del Urdaibai, no lejos de la histórica localidad de Guernica. Al contrario que los castillos defensivos españoles, no se emplaza en una zona elevada, sino en una llanura o prado, rodeado de árboles y demás vegetación. También en este aspecto, se asemeja al castillo de Fontainebleau y otras residencias reales francesas.

## Datos históricos

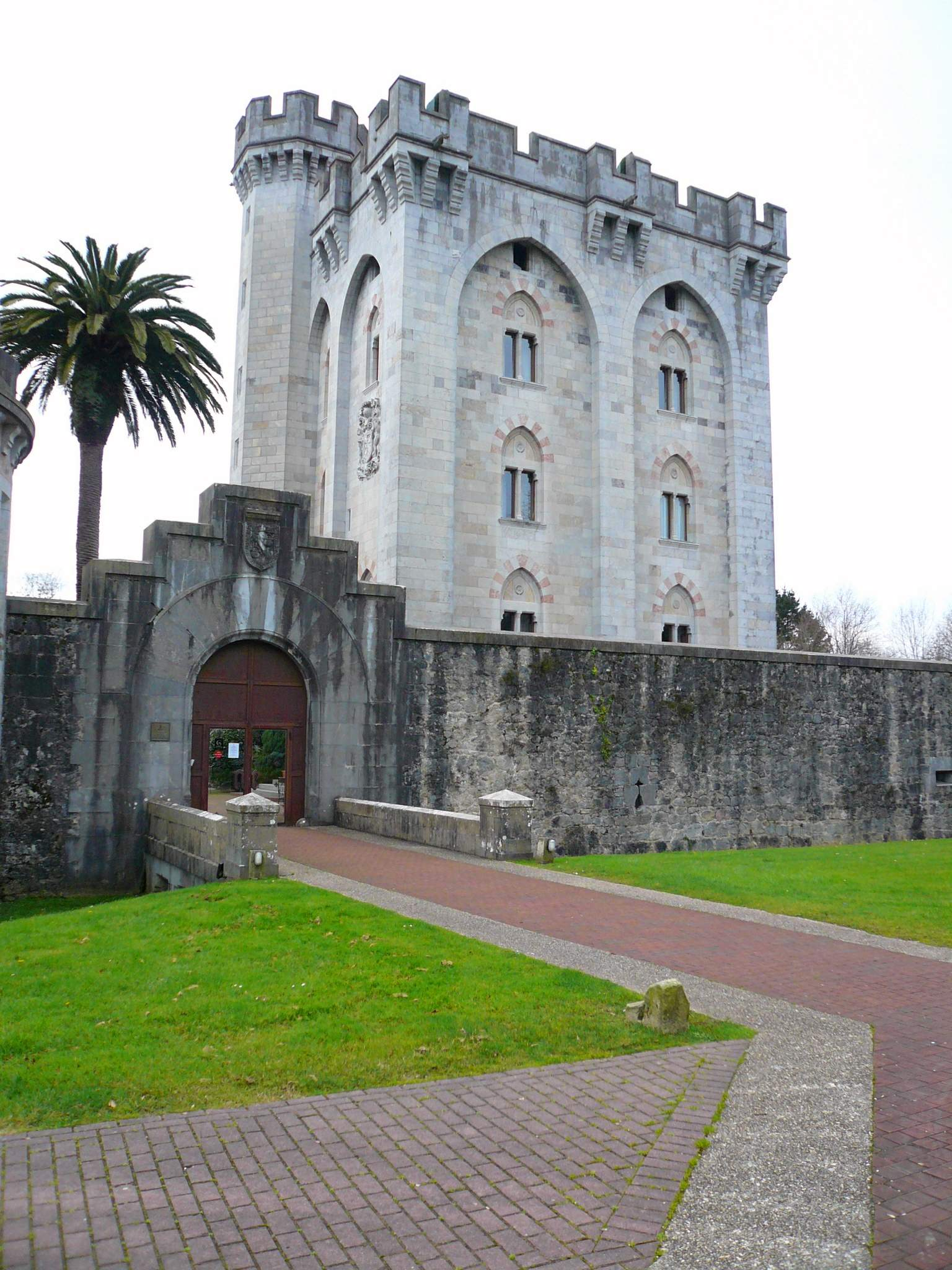
Entrada principal al castillo.

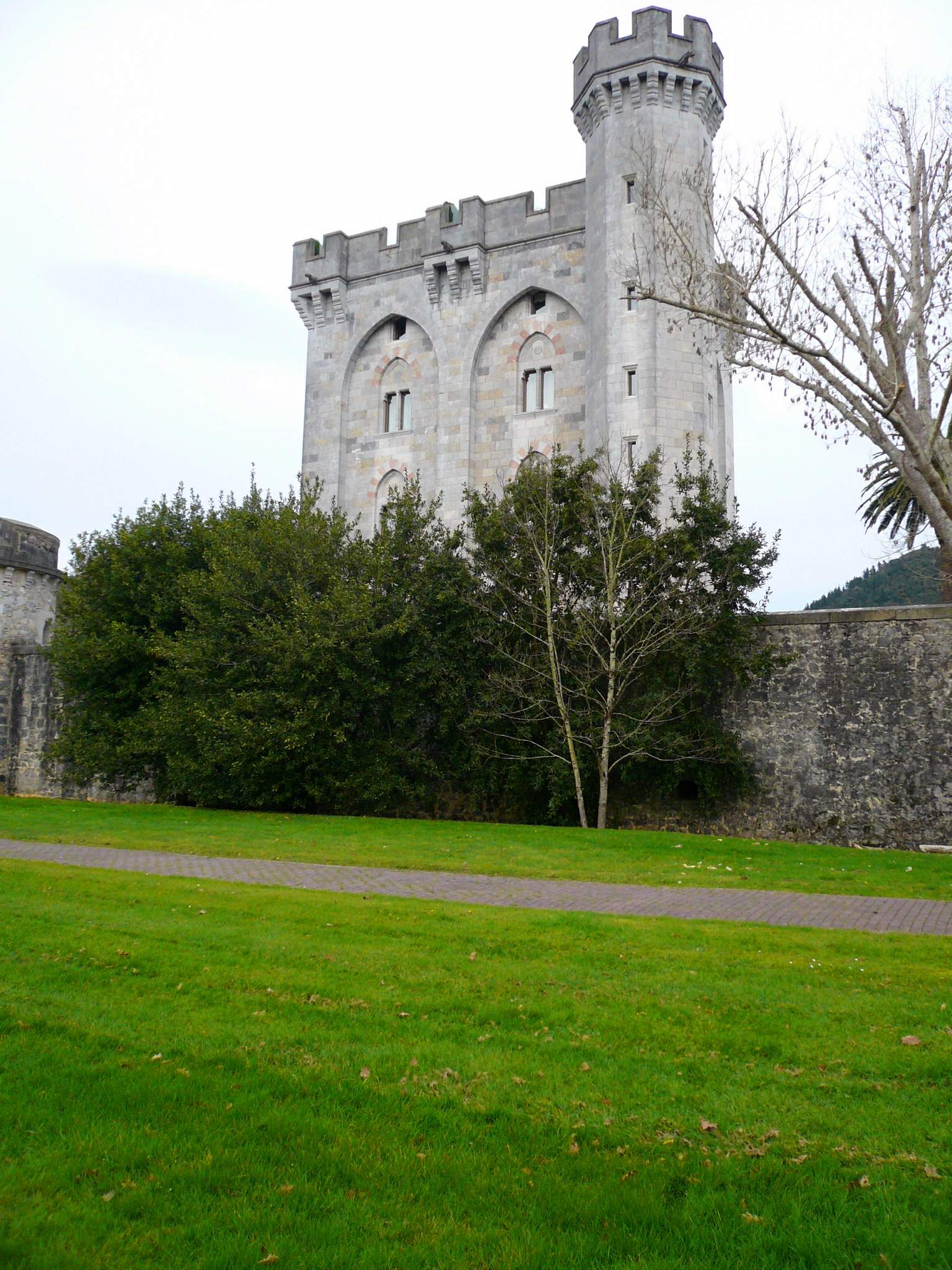
Vista del torreón desde la muralla

La planta está fundada sobre los mismos cimientos de una antigua torre, mencionada ya en escritos de mediados del siglo XV y que en el siglo XIX se hallaba muy degradada, tras haberse empleado como casa de labranza.
Esta torre se relacionaba con el linaje de Arteaga, enlazado con los Montijo y por tal, con la emperatriz Eugenia de Montijo, esposa de Napoleón III de Francia. Esta dama, vinculada también con la Casa de Alba debido a que su hermana se casó con el duque de Alba, fue quien promovió la reforma del edificio después de que las Juntas de Vizcaya honrasen a su hijo con el título de «vizcaíno originario».
Los emperadores enviaron a sus arquitectos a la localidad, para que diseñasen los planos del nuevo edificio. Sin embargo, la familia imperial nunca llegó a habitar en él, y cuando Eugenia ya destronada quiso instalarse en España, fue alojada por los Alba en Madrid y Sevilla, descartándose este castillo, seguramente porque no reunía las condiciones adecuadas y caía a desmano de las principales ciudades del país.

## Descripción
La planta de la torre central forma un rectángulo de 17 x 12 metros, al que se une en un ángulo una torre octogonal en cuyo interior se encuentra la escalera que comunica las distintas plantas.
La torre principal está aparejada en sillería de mármol gris y rojo abujardado. En cada una de sus cuatro fachadas, dos elevados arcos ojivales arrancan desde el zócalo o friso exterior hasta la cornisa más elevada, y dentro de ellos se abren ocho ventanas del mismo gusto, dos para cada piso y fachada. Ostenta la fachada principal un soberbio escudo de armas, y corona toda la parte superior de los cuatro lados y de la torrecilla un cuerpo volado y saliente almenado, con pequeños torreones abiertos en sus propios suelos.
El castillo tiene cinco pisos, sin contar el sótano en el que se encuentra la cocina, la bodega y una sala para uso del servicio. Una amplia escalinata de mármol permite el acceso al primer piso, en el que se halla un amplio vestíbulo de gran riqueza decorativa. En sus dos salones lucen toda su belleza dos monumentales chimeneas góticas de mármol gris y de roble, con grandes zócalos de la misma madera.
El segundo piso era el destinado a dormitorio de los Emperadores y presenta un pequeño oratorio con dos hermosas vidrieras de colores. Los pisos superiores se destinaban a la servidumbre de mayor rango, y la escalera elíptica existente en el interior de la torrecilla pone en comunicación todos los pisos.
La torre se rodea de un pequeño recinto cuadrado, cerrado con altos muros y cuatro torres angulares de planta cilíndrica. La piedra empleada en ellos es más modesta, de sillares irregulares o mampostería. El acceso al recinto se efectúa por una única puerta de gusto gótico.
Toda la propiedad se recuperó recientemente como establecimiento hostelero.